# Fat Bob's Feet
Fat Bob's Feet es el sexto álbum de estudio de la banda de punk británica The Toy Dolls. Fue publicado en el año 1991.

## Lista de canciones
1. "Gloomy Intro/Toy Doll Tonic" – 0:55
2. "Fat Bob's Feet!" – 2:46
3. "We Quit the Cavalry" – 2:59
4. "The Sphinx Stinks" – 2:18
5. "Rodney's Memory" – 2:35
6. "Olga Crack Corn" – 1:09
7. "Bitten by a Bed Bug" – 3:02
8. "Kids In Tyne & Wear" – 3:15
9. "Frankie's Got the Blues" – 2:35
10. "A Bunch O' Fairies" – 2:43
11. "Yellow Burt" – 1:05
12. "Back in '79" – 2:51
13. "The Coppers Copt Ken's Cash!" – 2:30
14. "Toy Doll Tonic/Gloomy Outro" – 1:22
15. "Turtle Crazy!" – 2:44

## Personal
- Michael "Olga" Algar - Voz, guitarra
- John "K'Cee" Casey - Bajo, coros
- Martin "Marty" Yule - Batería, coros